# Schloss Tüßling

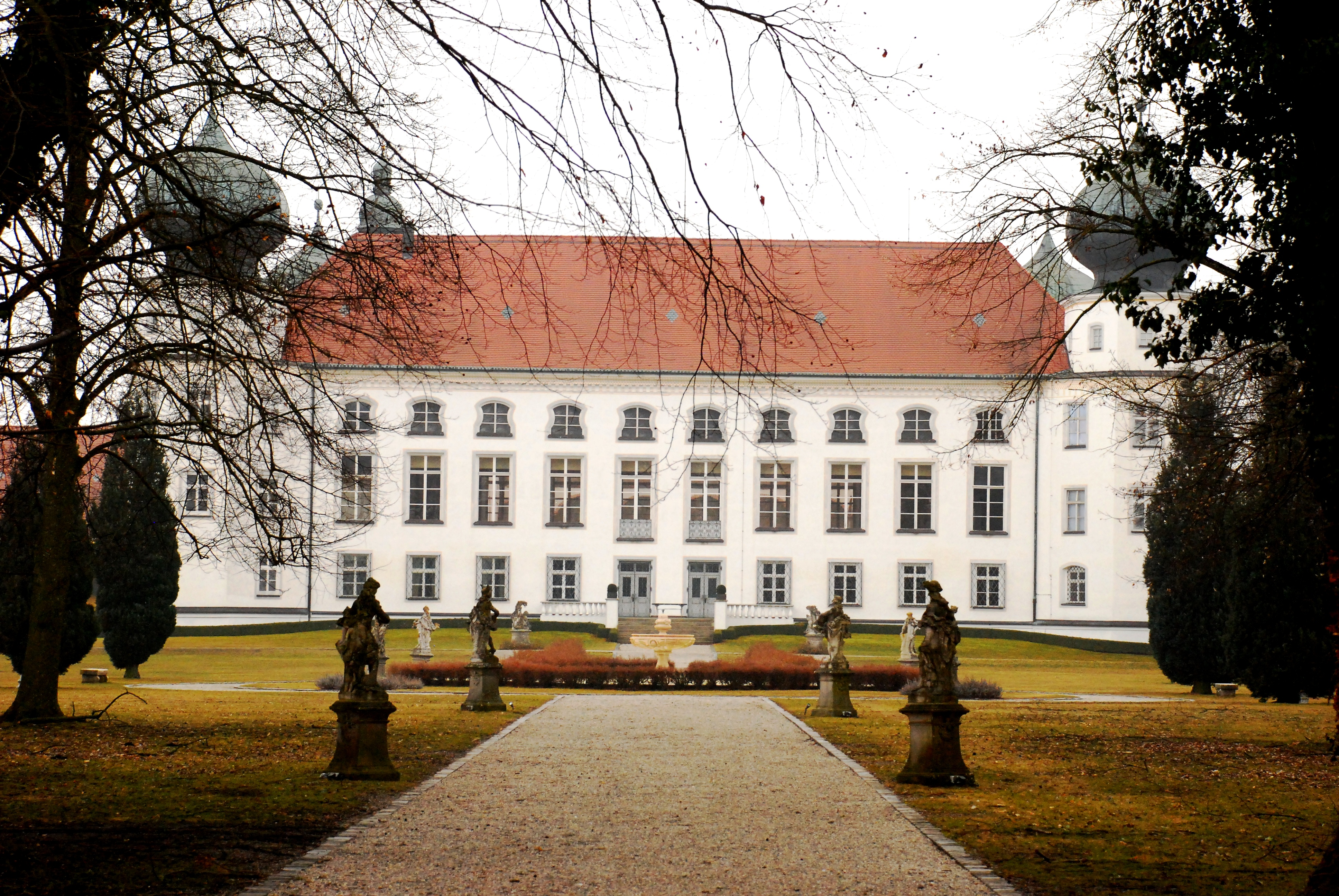
Schloss Tüßling

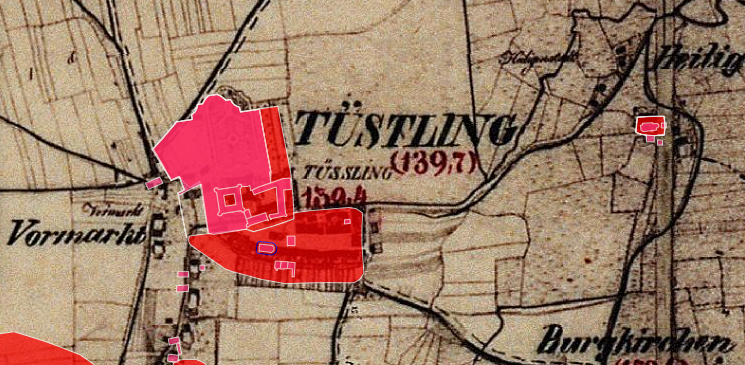
Lageplan von Schloss Tüßling auf dem Urkataster von Bayern

Das Schloss Tüßling befindet sich im 90 Kilometer östlich von München gelegenen Markt Tüßling im oberbayerischen Landkreis Altötting. Es ist am Rande des Ortskernes gelegen. Als Hofmarkschloss war es Herrensitz der geschlossenen Hofmark Tüßling. Die Anlage ist unter der Aktennummer D-1-71-133-6 als denkmalgeschütztes Baudenkmal von Tüßling verzeichnet. Ebenso wird sie als Bodendenkmal unter der Aktennummer D-1-7741-0219 im Bayernatlas als „untertägige mittelalterliche und frühneuzeitliche Befunde im Bereich von Schloss Tüssling und seiner Vorgängerbauten mit barocken Gartenanlagen“ geführt.

## Geschichte
Tüßling wurde erstmals in einem Salzburger Güterverzeichnis aus dem frühen 8. Jahrhundert unter Herzog Theudebert (zwischen 716 und 725) als „Tuzzilingen“ erwähnt. Bereits im 10. Jahrhundert war Tüßling Sitz eines Adelsgeschlechts, das den Ort über die Jahrhunderte maßgeblich prägte. 1369 übernahmen die Grafen von Toerring die Herrschaft, und im Jahr 1377/1379 erhielten sie von den bayerischen Herzögen das Marktrecht verliehen, wodurch Tüßling zu einem kleinen Zentrum im Mörntal aufstieg. Das Schloss Tüßling wurde anstelle einer alten Burg von Johann Veit von Toerring erbaut und 1583 vollendet wurde.

### Die wechselnden Eigentümer

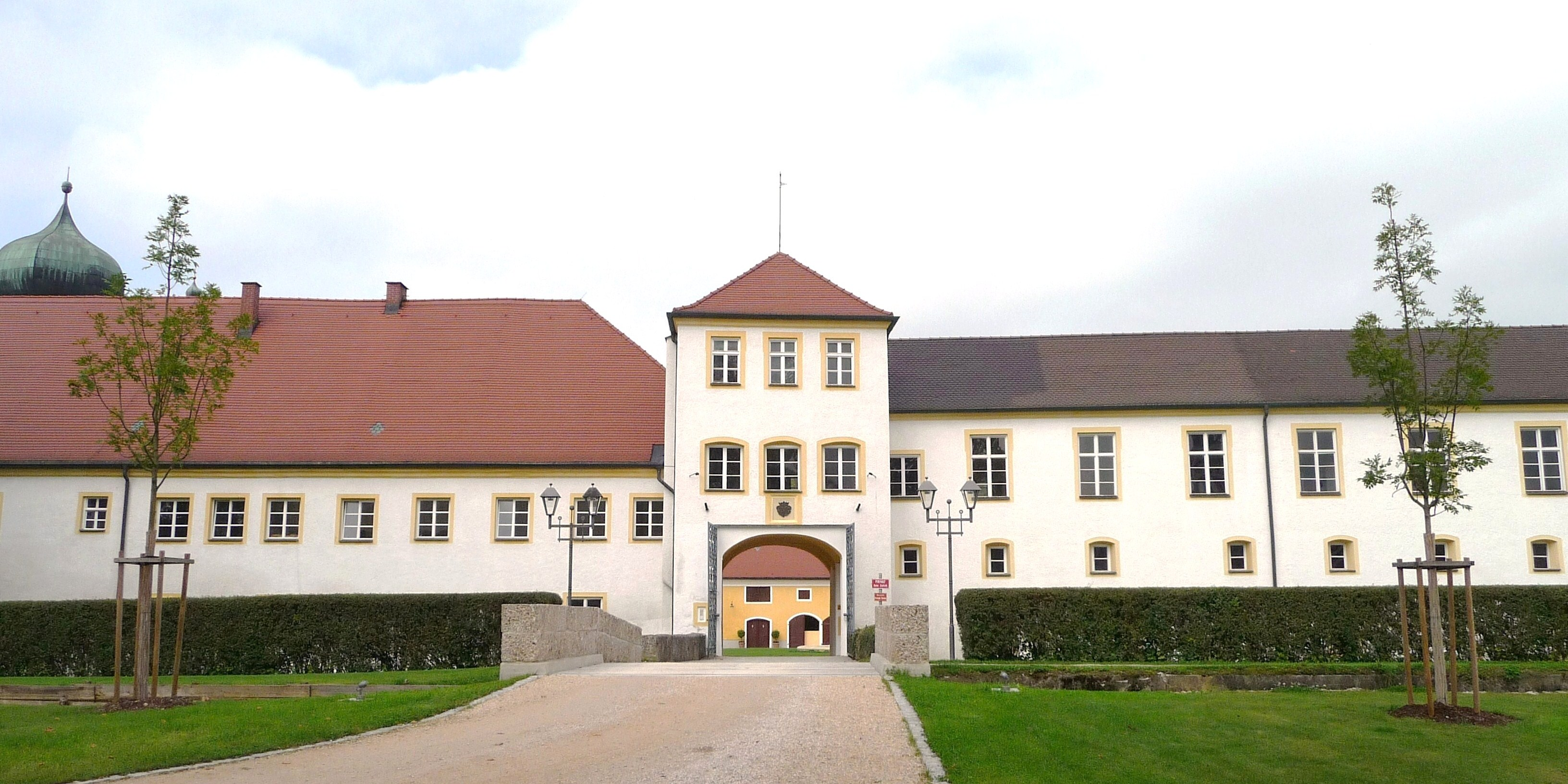
Ökonomiegebäude vom Marktplatz aus

Seit der Erbauung war das Schloss Tüßling im Besitz der Grafen von Toerring. 1659 fiel das Schloss Tüßling den Grafen von Wartenberg zu. 1731 heirateten sich dann die von Haßlangs in Tüßling ein, eine Familie, die besonders Kultur und Wissenschaft förderte. In dieser Zeit wurde der Nordflügel zum barocken Festsaal ausgebaut. Johann Anton Freiherr Mandl von Deutenhofen erwarb 1806 die Herrschaft Tüßling, deren Hofmarksrechte 1808/18 in ein Patrimonialgericht überführt wurden. Die letzten Reste der Adelsherrschaft wurden in der Revolution 1848 aufgehoben. Das Schloss ging dann 1895 durch Erbschaft an den Adolph Freiherr von Peckenzell über. Schließlich kauften Alfred Michel, der am 21. Dezember 1905 (immatrikuliert 11. Januar 1906) in den bayerischen Adels- und Freiherrenstand gehoben wurde, und seine Ehefrau Hertha, geborene Gräfin Wolffskeel von Reichenberg, 1905 das Anwesen. Die Familie Michel musste das Gebäude nach dem Zweiten Weltkrieg auf Anweisung der US-amerikanischen Besatzungsregierung räumen. Bis 1958 diente das Anwesen dem Deutschen Caritasverband als Altenheim, danach kam es wieder in den Besitz der Familie Michel von Tüßling. Seit dem Tod ihres Vaters, Karl Freiherr Michel von Tüßling, ist Stephanie von Pfuel die alleinige Besitzerin von Gut und Schloss Tüßling.

### Modernisierung und Instandsetzungen
Nachdem das Altenheim 1958 auszog, befand sich das Schloss in einem katastrophalen baulichen Zustand, worauf Karl Freiherr Michel von Tüßling bis 1968 zwanzig der neunzig Zimmer wieder herrichten ließ. Nach dessen Tod im Jahr 1991 veranlasste seine Tochter, Stephanie von Pfuel, eine aus privaten Mitteln finanzierte Generalsanierung. Es wurden ca. 400.000 Dachziegel erneuert, das Gebälk und der Außenputz saniert, feuchte Stellen im Mauerwerk des ehemaligen Wasserschlosses wurden trockengelegt sowie alte Friese wieder freigelegt. Stephanie von Pfuel berichtete dem Alt-Neuöttinger Anzeiger:

„Ich war […] neugierig, was wieder zum Vorschein kommen würde, wenn wir den Putz abschlagen. Denn das massive Ziegelmauerwerk zeigte vermauerte Fenster, Bögen oder weitere Umbauten in der Architektur, wo sie niemand vermutet hätte. Vor allem nach dem Zweiten Weltkrieg, als die Amerikaner das Schloss requirierten, und in den Jahren danach, als ein Teil des Schlosses als Altersheim genutzt wurde, ist durch Einbauten mit viel Beton manche Bausünde begangen worden.“

Mit Mörtel und Zement hatte der Altenheim-Betreiber Wände hochgezogen, Stuckreliefs an Decken zerstört, Zimmer geteilt und Toiletten und Waschbecken eingebaut. Die Auflagen des Denkmalschutzes waren hoch. Beim Bau 1581 bis 1583 dachte niemand an Bäder, Leitungen für Elektrizität oder Zentralheizung. Die Handwerker und Restauratoren mussten ideenreich sein, um Möglichkeiten für die nötigen Leitungen zu finden: Heizungsrohre verbergen sich heute hinter Teppichleisten und die Stromleitungen verlaufen in den Hohlräumen der dicken Stuckdecken. Für die Modernisierungsmaßnahmen und die Erhaltung des bayerischen Kulturgutes wurde die Besitzerin des Tüßlinger Schlosses 1997 mit dem „Kulturpreis des Landkreises Altötting“ ausgezeichnet.
Im Frühjahr 1997 wurde die Restaurierung des Gartensaals im Nordflügel unter dem barocken Festsaal mit der Rokoko-Holzvertäfelung in Angriff genommen. Dieser war in einem sehr schlechten Zustand und vom Schwamm befallen. Eine polnische Kunstschule wurde mit der Restaurierung beauftragt. Für die Schüler galt das Projekt als notwendiges Praktikum. Eine vergleichbare Einrichtung gab und gibt es in Deutschland nicht. „Die Renovierung allein dieses Saales verschlang den Kaufpreis eines neuen Einfamilienhauses“, sagt die Besitzerin gegenüber dem Mitteldeutschen Rundfunk.

## Architektur

### Außenarchitektur des Tüßlinger Schlosses

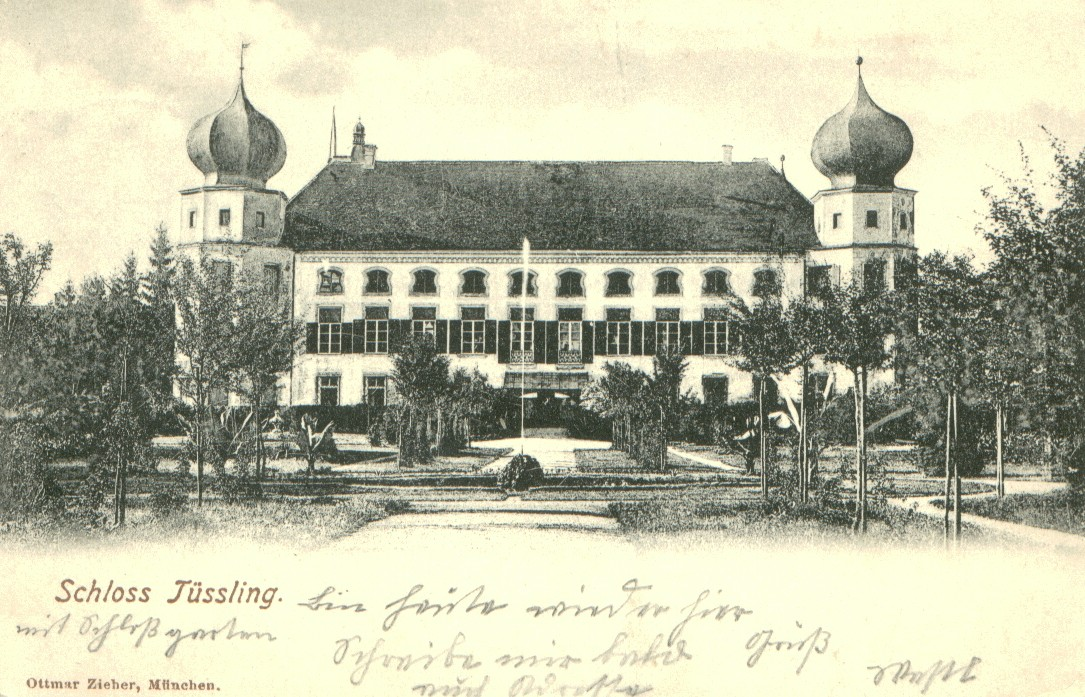
Schloss Tüßling (um 1900)

Schloss Tüßling, das mit seinem regelmäßigen Vierflügelgrundriss, seinen vier oktogonalen Ecktürmen mit abschließenden Zwiebelhauben alle bezeichnenden Eigenschaften des entwickelten Renaissance-Schlosses aufweist, kann mit seinem von Laubengängen in drei Geschossen umgebenen Hof als Musterbeispiel eines alpenländischen Typs der Gattung „Vierflügelanlage mit Arkadenhof“ gelten. Tüßling war einst ein Wasserschloss und ist noch heute von einem Graben umrandet.
Um den einheitlichen Charakter beizubehalten, wurden Vertiefungen in die Fassaden zur Gliederung, Belebung und zur Zierde des Schlosses Blendfenster eingelassen.

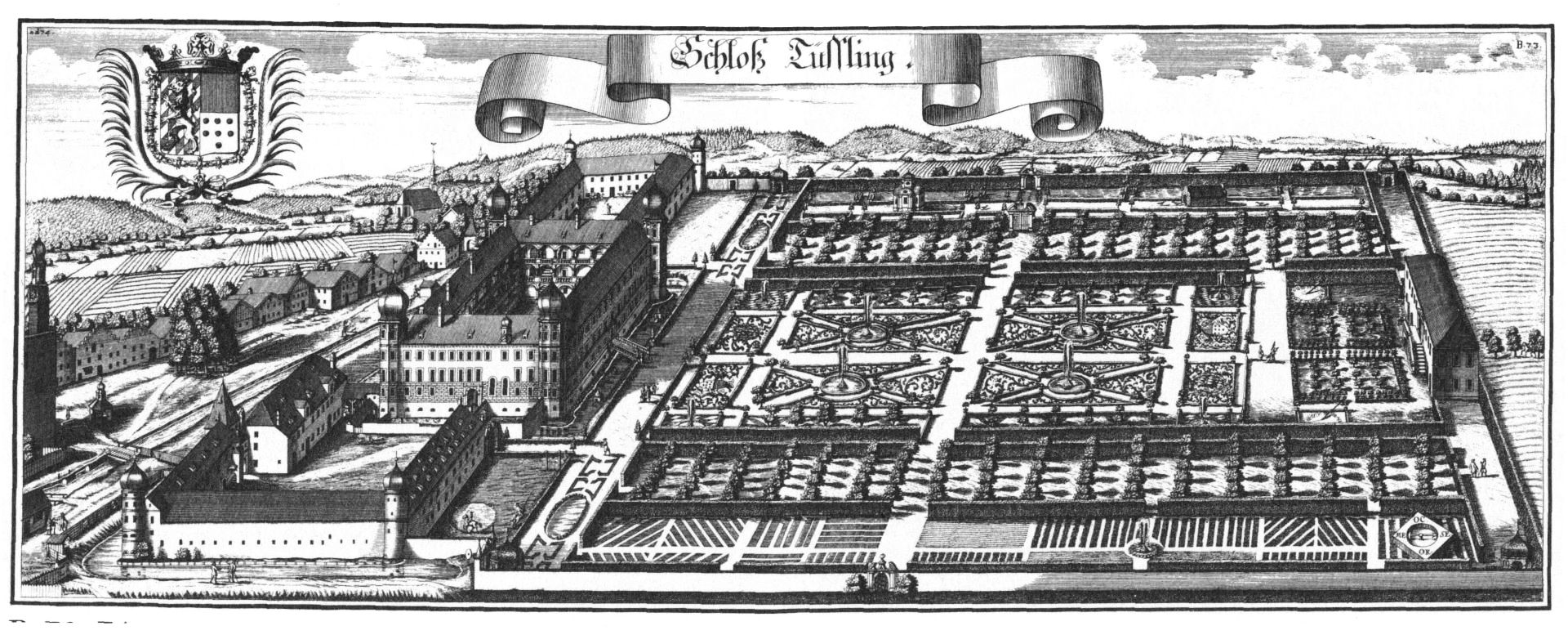
Schloss Tüßling nach einer Radierung von Michael Wening von 1721

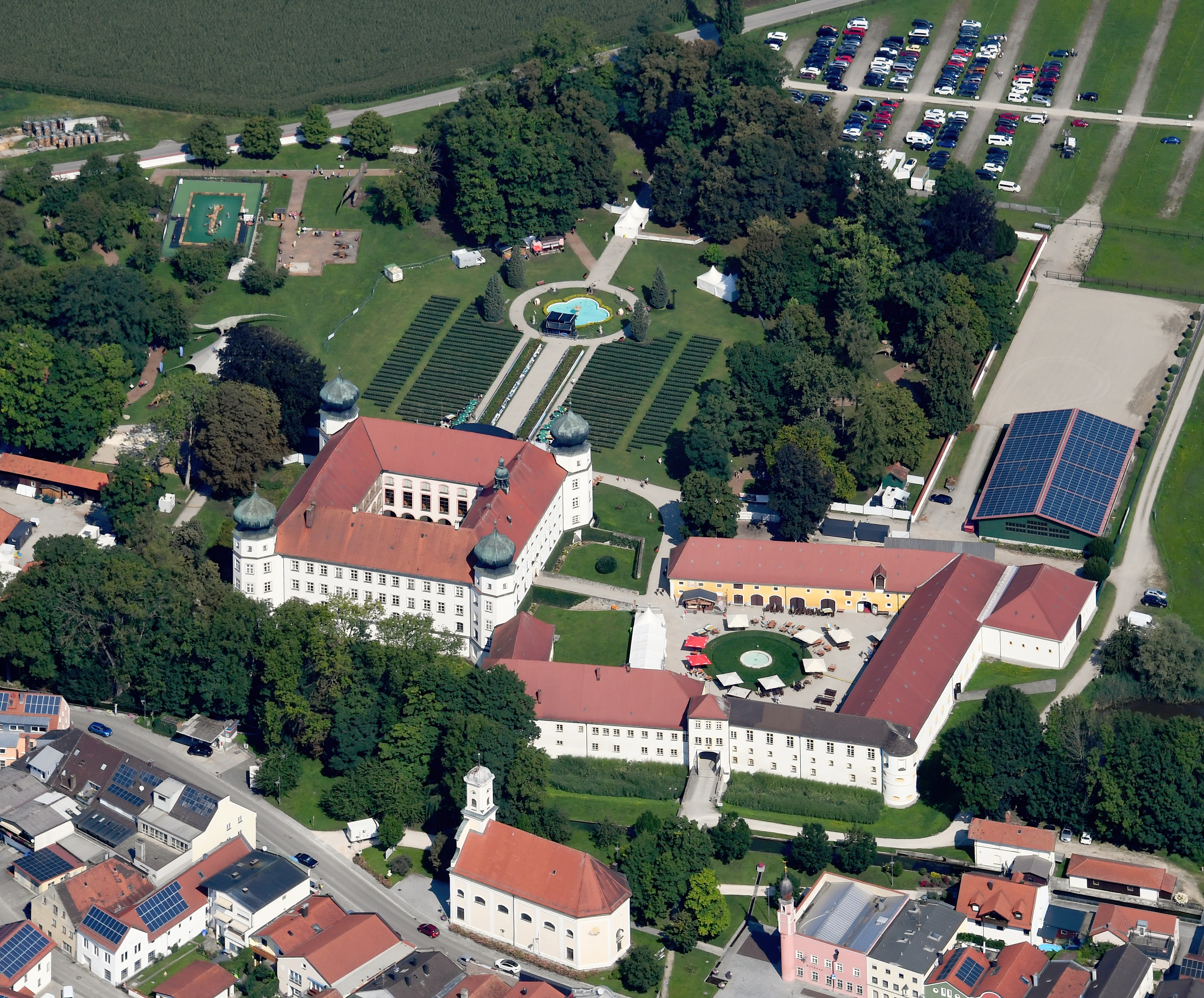
Luftbild des Schlosses Tüßling und des Schlossparks

Das Schloss wurde 1581 bis 1583 im Auftrag von Johann Veith Graf von Toerring erbaut, trotz Brandschäden 1712 und barocker Einbauten hat es im Äußeren seinen Charakter unverändert bewahrt.

### Innenhof der Vierflügelanlage
Den reizvollsten Teil des Schlosses bildet der Innenhof, der sechs Arkaden an jeder Seite zeigt. Während das Erdgeschoss raue Steinsäulen aus Granit aufweist, wurden in den Obergeschossen schlanke toskanische Säulen auf Balusterpfeilern verwendet. In den beiden oberen Stockwerken der Nord- und Südseite wurden die Loggien später geschlossen.
Der Arkadengang als Verbindungsweg im Hofraum war in einfacher Weise als offene Galerie auf Konsolen oder über Arkaden ein bereits an frühen Renaissancebauten beliebtes Bauglied. Die Notwendigkeit, bei Schlössern mit mehreren Wohngeschossen auch in den oberen Stockwerken durchgehende Gänge zu haben, führte bei den Mehrflügelanlagen zur Erweiterung und Ausbreitung dieses Prinzips über alle Geschosse und an allen Fronten, sodass endlich Höfe entstanden, die ringsum von mehrgeschossigen Laubengängen umgeben waren. Diese Bauform wurde vor allem in den Alpenländern gepflegt.

### Außenansicht der Fassade

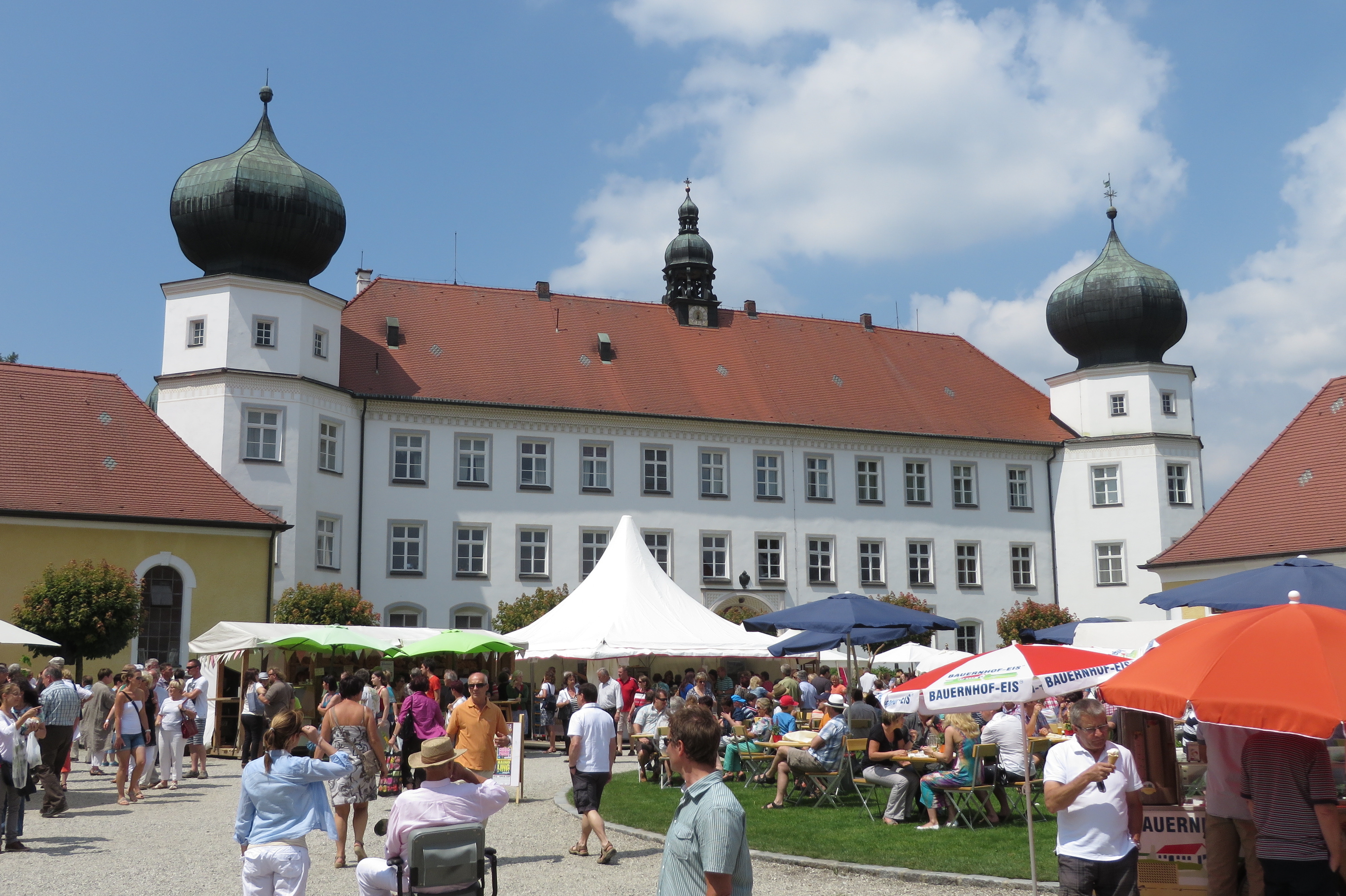
Ostfassade

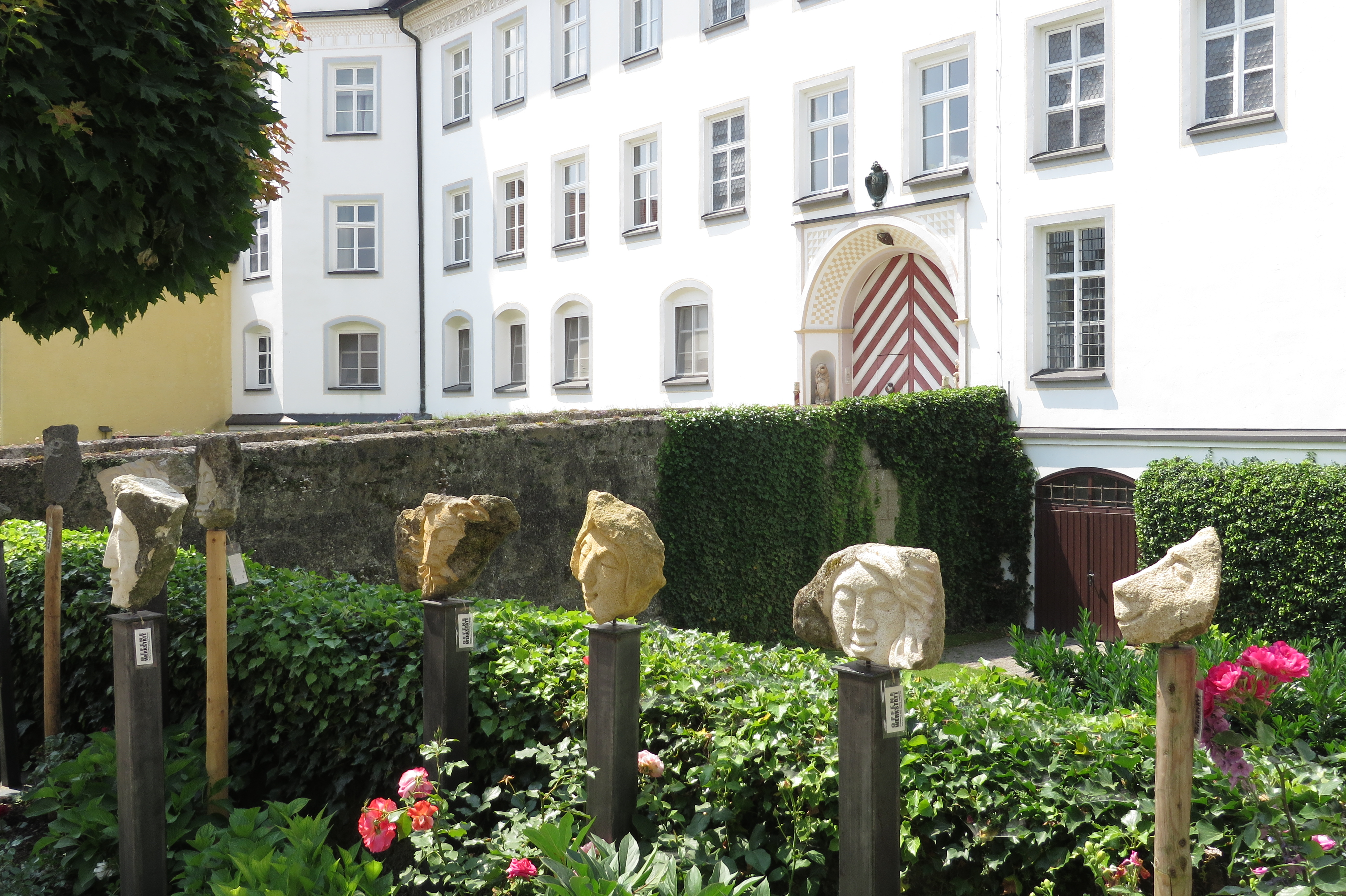
Rotweißes Hauptportal, Steinbrücke und ausgetrockneter Graben

Die Fassaden von Schloss Tüßling waren stark verwittert und sind nach der Modernisierungsphase vollständig im Sgraffitostil verputzt und in ihrer überlieferten Gestaltung nach vorhandenen Resten und nach Fotos rekonstruiert. Sgraffito ist eine Technik der Wandmalerei, bei der Linien und Flächen in verschiedenfarbige, übereinander gelegte Putzschichten eingeschnitten oder geritzt werden. Die Farbfassung ist nach Ansichten des späten 18. Jahrhunderts und nach Befunden am Bau wiederhergestellt, ist in Weiß gehalten und bildet zum korallenroten Dach, den umgebenden in Gelb gehaltenen Wirtschaftsgebäuden, Kavaliershäusern und Stallungen sowie zur grünen Parkanlage einen Kontrast.
Das große rotweiße Hauptportal nimmt der Ostflügel auf: Über den inzwischen ausgetrockneten Graben führt immer noch die alte geschwungene Steinbrücke.

### Baubeschreibung
In den letzten Jahren hat sich an der Optik der Räumlichkeiten von Schloss Tüßling viel verändert. Es existieren noch immer sogenannte Salonräume, die in gelb, blau, rot oder grün gehalten sind. Der Tradition zufolge wurden Schlösser samt Inventar und Einrichtung veräußert und erworben; so auch Tüßling. Aus diesem Grund beherbergt das Schloss noch heute kulturhistorische Schätze.
Nach dem Brand von 1712 ließ Ferdinand Marquard Joseph Graf von Wartenberg 1725 den Nordflügel zu einem 340 Quadratmeter großen Festsaal mit acht Fensterachsen umgestalten. Die ungegliederten Fensterpfeiler sind mit Régence-Stuckaturen überzogen. Über den Fenstern sind Ideal-Landschaftsbildnisse. Das Spiegelgewölbe ruht auf einem Konsolenkranzgesims. An seinen Schmalseiten befinden sich die Wappen des Erbauers und seiner Gemahlin Maria Johanna Baptista de Melun.
Die Schlosskapelle Sankt Vitus im Ostflügel des Tüßlinger Schlosses geht auf das 17. Jahrhundert zurück. Ihre Innenausstattung wurde 1712 nach einem Brand völlig erneuert. In den 1960er Jahren ist hier unter dem barocken Altar ein romanischer Steinaltar gefunden worden. Zwei kostbare Reliquiarkästchen gehörten ursprünglich zum Inventar dieser Kapelle, sie befinden sich heute im Bayerischen Nationalmuseum in München. Beide sind in Grubenschmelztechnik in Limoges gearbeitet und wahrscheinlich im 12./13. Jahrhundert entstanden.

## Heutige Nutzung
Das Schloss Tüßling ist in privatem Besitz und nicht öffentlich zugänglich, Führungen und Besichtigungen sind nicht möglich.

### Werbung
Das Schloss wurde 2001 in einer Werbung für Eduscho verwendet.

### Veranstaltungen
Jährlich findet seit 2003 eine Gartenmesse (etwa 30.000 Besucher) im Schlosspark statt. Open-Air-Konzerte (z. B. Joe Cocker, Peter Maffay, Elton John, Xavier Naidoo), Weihnachtsmärkte und Opernaufführungen finden ebenfalls großen Zuspruch. Die Räumlichkeiten und Säle können gemietet werden; so feierten beispielsweise Oliver Bierhoff und Klara Szalantzy ihre Hochzeit auf Tüßling.

### Film und Fernsehen
Auch als Kulisse für Film- und Fotoshooting-Arbeiten wird das Schloss Tüßling genutzt, unter anderem:
- Fernsehserie „Schloss Hohenstein“ (1992–1995)
- ARD-Produktion „Die Kristallprinzessin“ (2002)
- Kinofilm „Burg Schreckenstein“ (2016 und 2017)
- ITV-Studios-Germany-Produktion „Love is King“ mit Olivia Jones für  ProSieben (2022)

### Dokumentationen
- Deutschland, deine Erben – Geschenktes Geld: Lust oder Last? Die Samstags-Dokumentation Süddeutsche Zeitung TV, Deutschland, 2011, 120 Min., mit Wolfgang Grupp, Stephanie von Pfuel, Karl Ludwig Schweisfurth und Albrecht von Weech, Produktion: VOX, Erstausstrahlung: 20. August 2011.
- LandGut – Rosentaufe auf Schloss Tüßling. ZDF info, Deutschland, 2013, 40 min., Magazin, 2013 mit Susanne Conrad
- Wo Grafen schlafen – Die ungewöhnliche Gräfin. ServusTV, Österreich, 2013, mit Eduard Habsburg-Lothringen und Jessica Schwarz, Erstausstrahlung: 30. Januar 2015.